# عطر (أغنية)
«عطر» أو «بيرفيوم» (بالإنجليزية: Perfume) هي أغنية للمغنية الأمريكية بريتني سبيرز، من ألبومها الثامن بريتني جين. تمت كتابتها بواسطة سبيرز وسيا وكتابة إضافية من كريستوفر برايد، وأُنتجت بواسطة ويل.آي.أم وكيث هاريس وكريستوفر برايد. صدرت الأغنية كالمنفردة الثانية والأخيرة من الألبوم بتاريخ 4 نوفمبر، 2013 بواسطة تسجيلات آر سي إيه.
«بيرفيوم» هي أغنية بوب هادئة، مستوحاة من موسيقى الثمانينات. كلمات الأغنية تتحدث عن أشكال الغيرة والشك في العلاقات العاطفية، وكشفت سبيزر أن الأغنية عن موضوع انفصالها عن حبيبها في ذلك الوقت، «جاسون تراويك» في بداية عام 2013.
كأغنية منفردة مختلفة عن السابقة، «ورك بيتش»، أشار النقاد إلى «غناء سبيرز القوي والمفاجئ» في الأغنية وقارنوها بأغاني جوين ستيفاني. عالمياً، الأغنية أخذت نجاحاً ضعيفاً وأخذت المركز 76 في الولايات المتحدة بقائمة البيلبورد لأفضل 100 أغنية، وأخذت المركز 70 في أستراليا.

## الفيديو كليب
الفيديو المرافق للأغنية تم إخراجه بواسطة جوزيف كاهن، وعرض لأول مرة في ديسمبر 2013. في الفيديو، حبيب سبيرز يتركها لمرأة أخرى، فتُترَك سبيرز مدمرة. نوه المخرج بأنه يوجد هناك نسخة قص محترفين للفيديو لم تُطرح بعد، وتظهر فيها سبيرز مأجرة قاتلة تريد قتل حبيبها الذي تركها. أدت سبيرز الأغنية في جولتها المحلية «بريتني: بيس اوف مي» وباعت حوالي ال 300,000 نسخة في الولايات المتحدة.

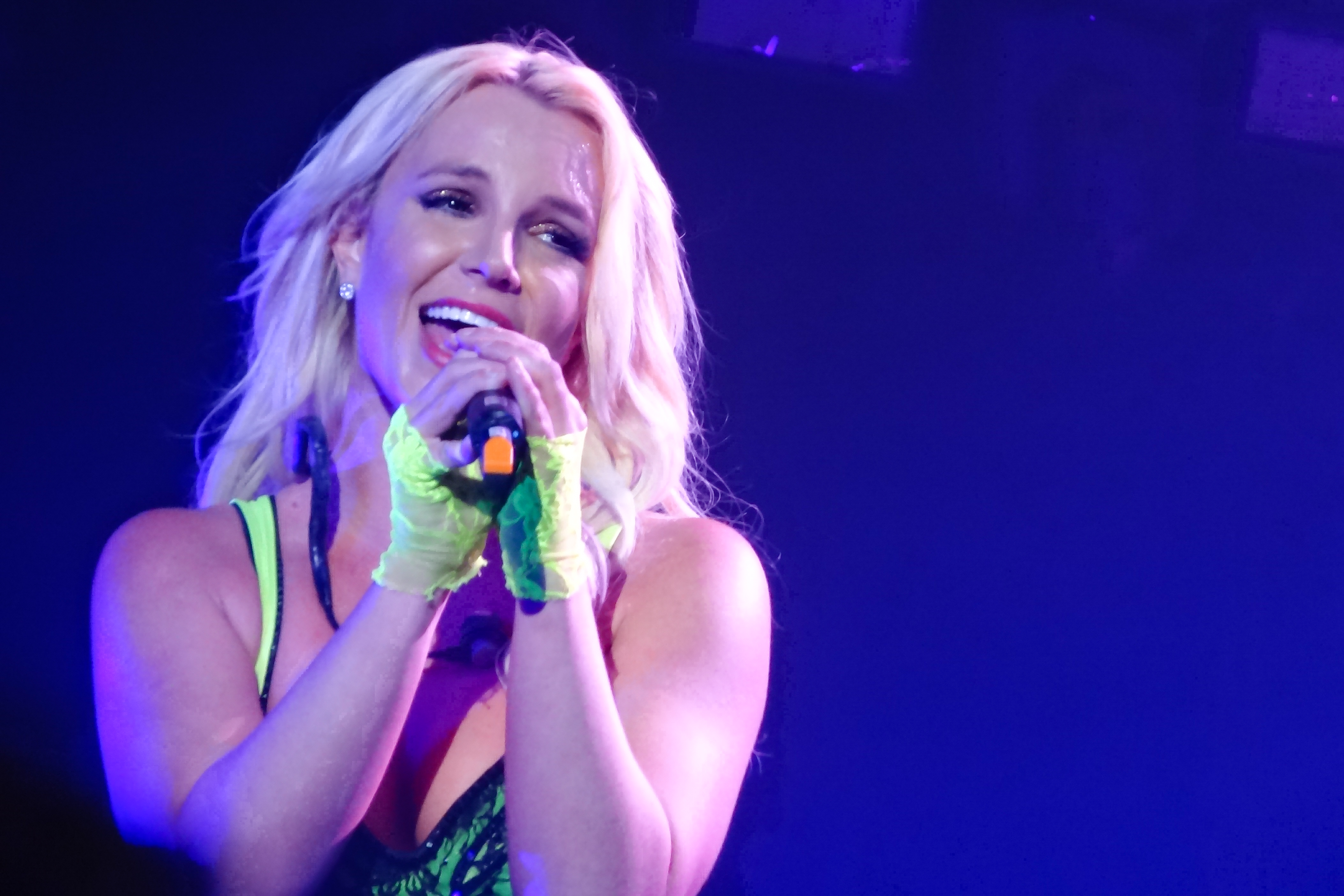
بريتني أتناء تأديتها لأغنية عطر

## الترتيب
| الترتيب (2013)   | الشركة                                 | أفضل ترتيب |
| ---------------- | -------------------------------------- | ---------- |
| ألمانيا          | جي إف كاي إنترتاينمنت تشارتس           | 78         |
| أستراليا         | أريا تشارتس                            | 61         |
| النمسا           | أو3 النمسا توب 40                      | 69         |
| كندا             | كاناديان هوت 100                       | 70         |
| إسبانيا          | برودوكوتوريس دي ميوزيكا دي إسبانيا     | 13         |
| الولايات المتحدة | بيلبورد هوت 100                        | 76         |
| فرنسا            | سنديكا ناسيونال دي ليديسيون فونوغرافيك | 34         |
| أيرلندا          | ترتيب أغاني أيرلندا                    | 36         |
| هولندا           | هولندا توب 40                          | 100        |
| سويسرا           | سويس هيتبارادي                         | 74         |